# Josef Bílek (sochař)
Josef Bílek (15. června 1896 Podhorní Újezd – 23. února 1978 Hořice) byl český sochař a malíř.

## Život a tvorba
Absolvoval Vyšší odbornou školu sochařskou a kamenickou v Hořicích, v letech 1918–1925 studoval na pražské VŠUP u Bohumila Kafky a soukromě u Ladislava Kofránka až do roku 1930. Na studijní cestě navštívil Itálii a Německo. Byl členem Sdružení výtvarníků; vystavoval v Praze, Brně, Zlíně, Poděbradech.
Zanechal po sobě zejména dekorativní práce a řadu pomníků a pamětních desek ve východních a severovýchodních Čechách.

## Dílo
- Socha legionáře – součást pomníku padlým ve světových válkách, ulice Palackého, Rožmitál pod Třemšínem (1930)[3]
- Pomník Antonína Švehly – před střední odbornou školou veterinární, Hradec Králové
- Socha vojáka – hřbitov, Frýdlant[4]
- Pomník Karoliny Světlé – Světlá pod Ještědem (1931)
- Socha Tomáše Garrigue Masaryka – Hodkovice nad Mohelkou
- Pomníky padlých v 1. světové válce (Oslov, Blatná)[5]

## Galerie

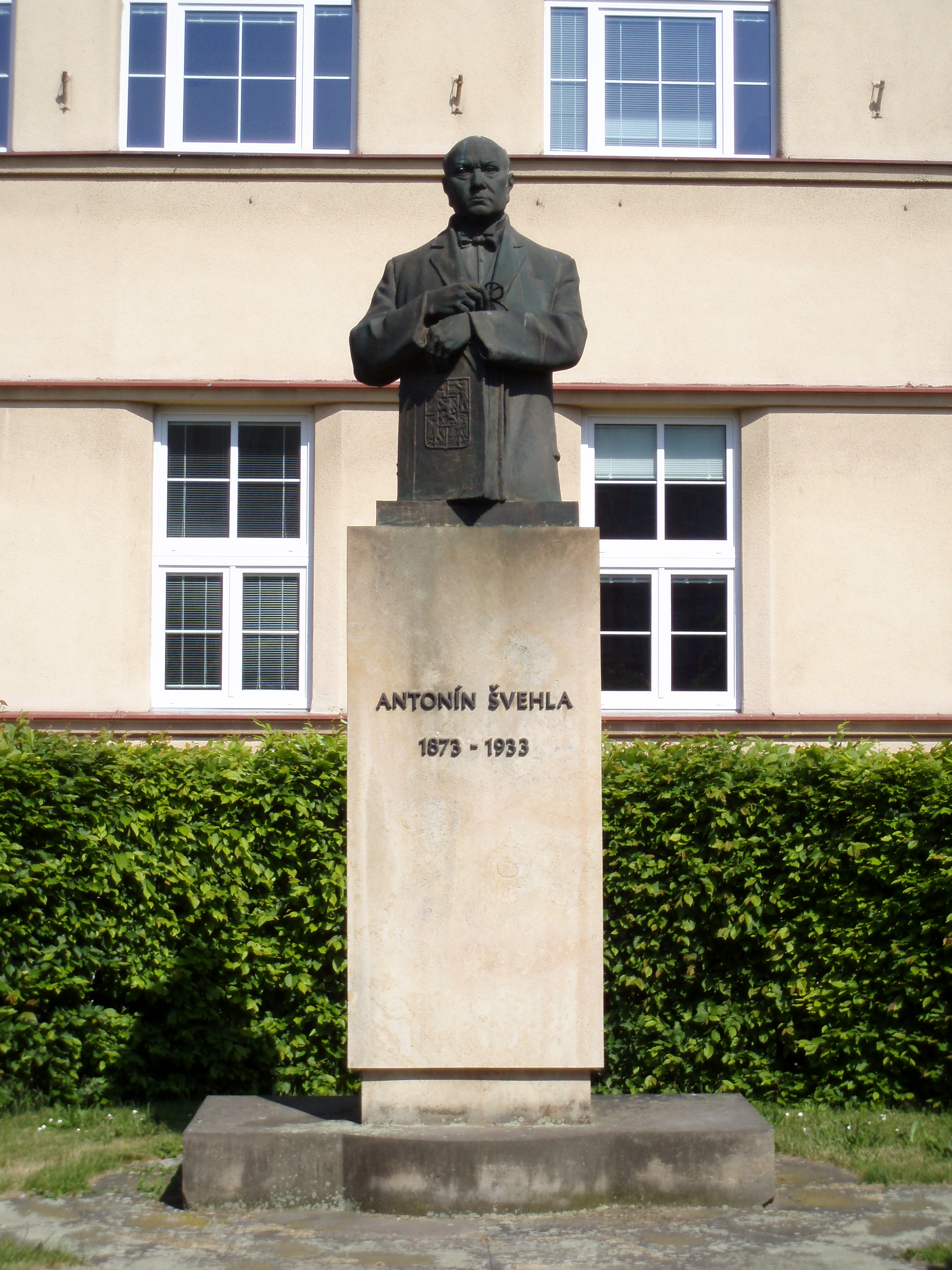
Pomník Antonína Švehly v Hradci Králové
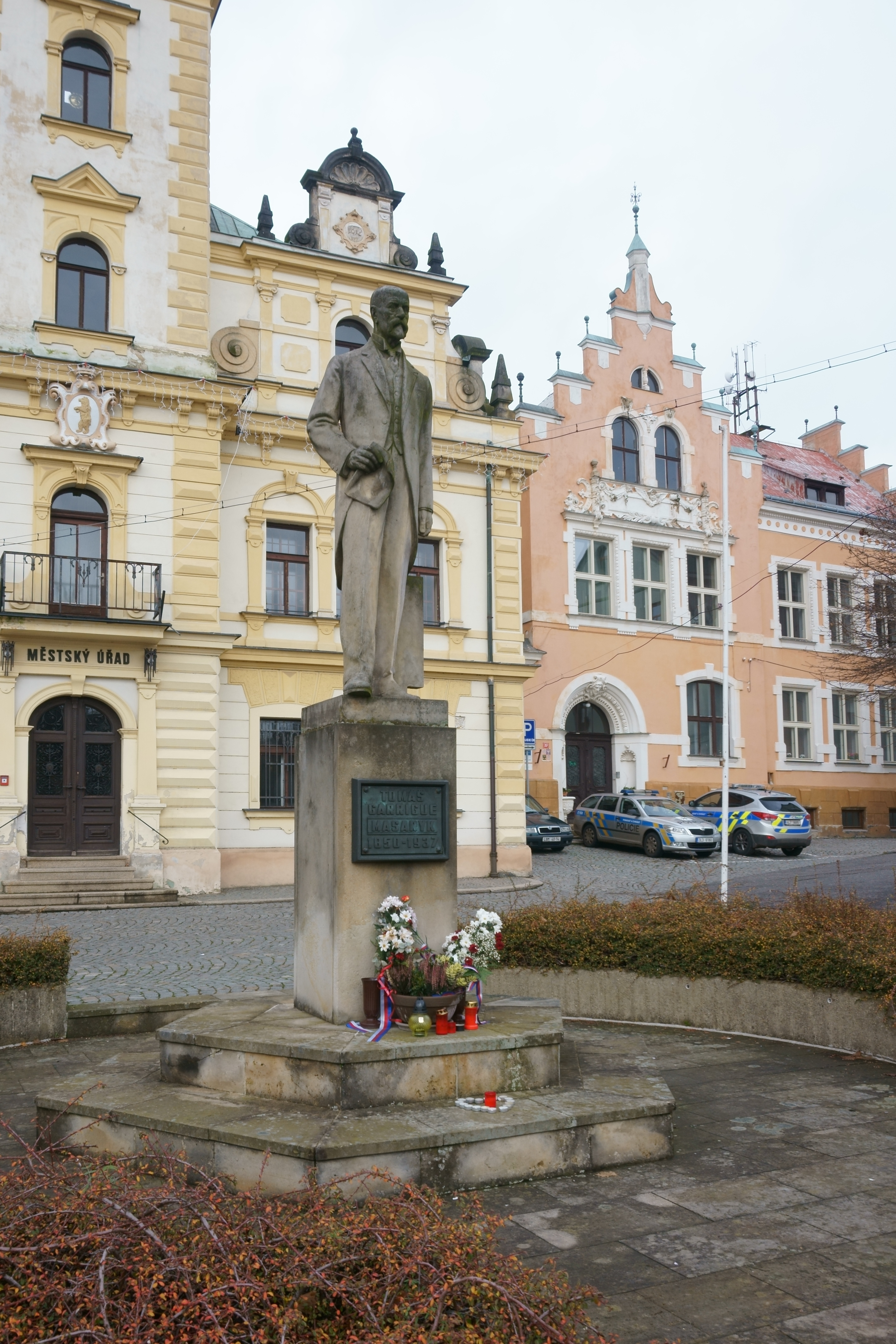
Socha Tomáše Garrigue Masaryka v Hodkovicích nad Mohelkou
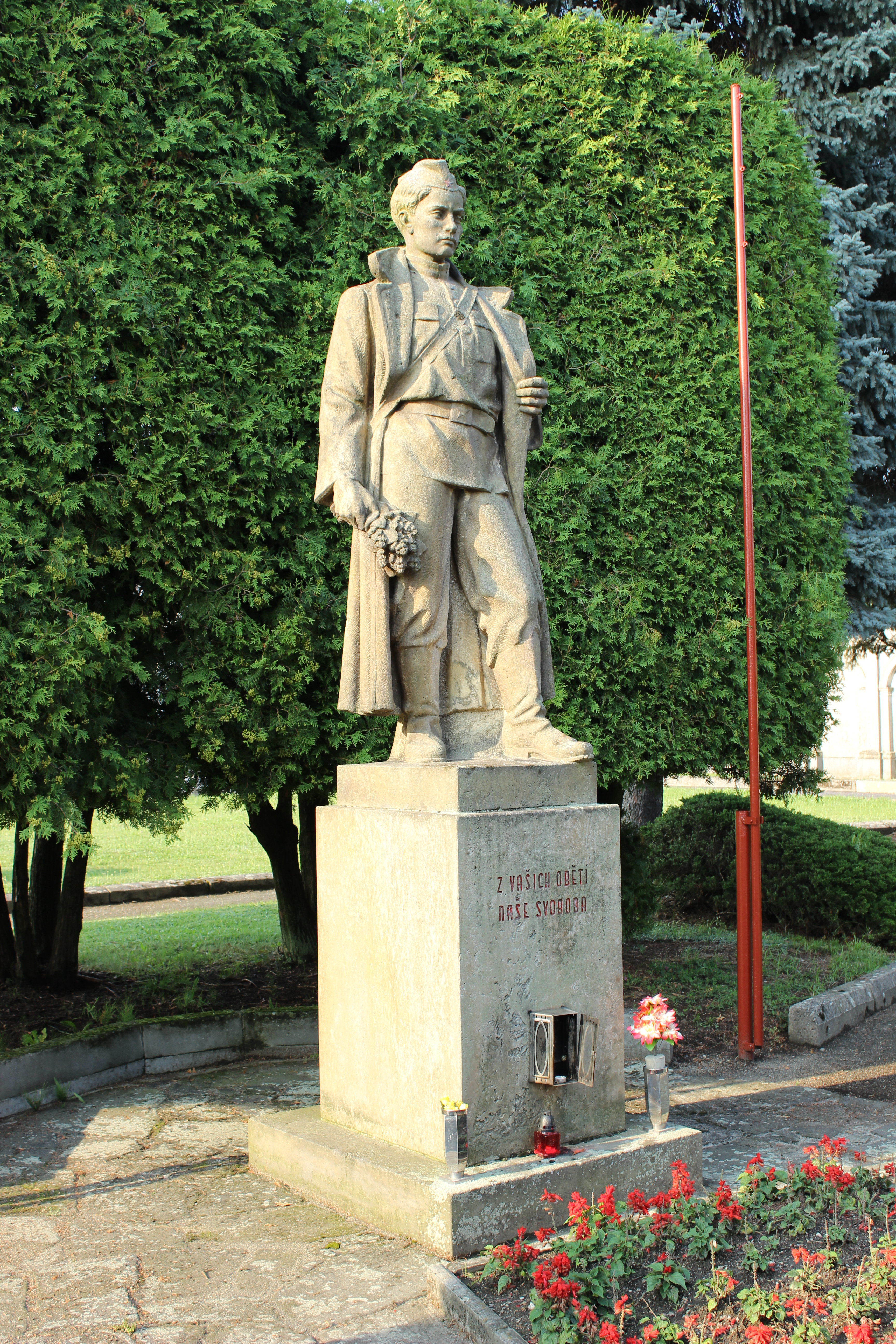
Socha vojáka na frýdlantském hřbitově
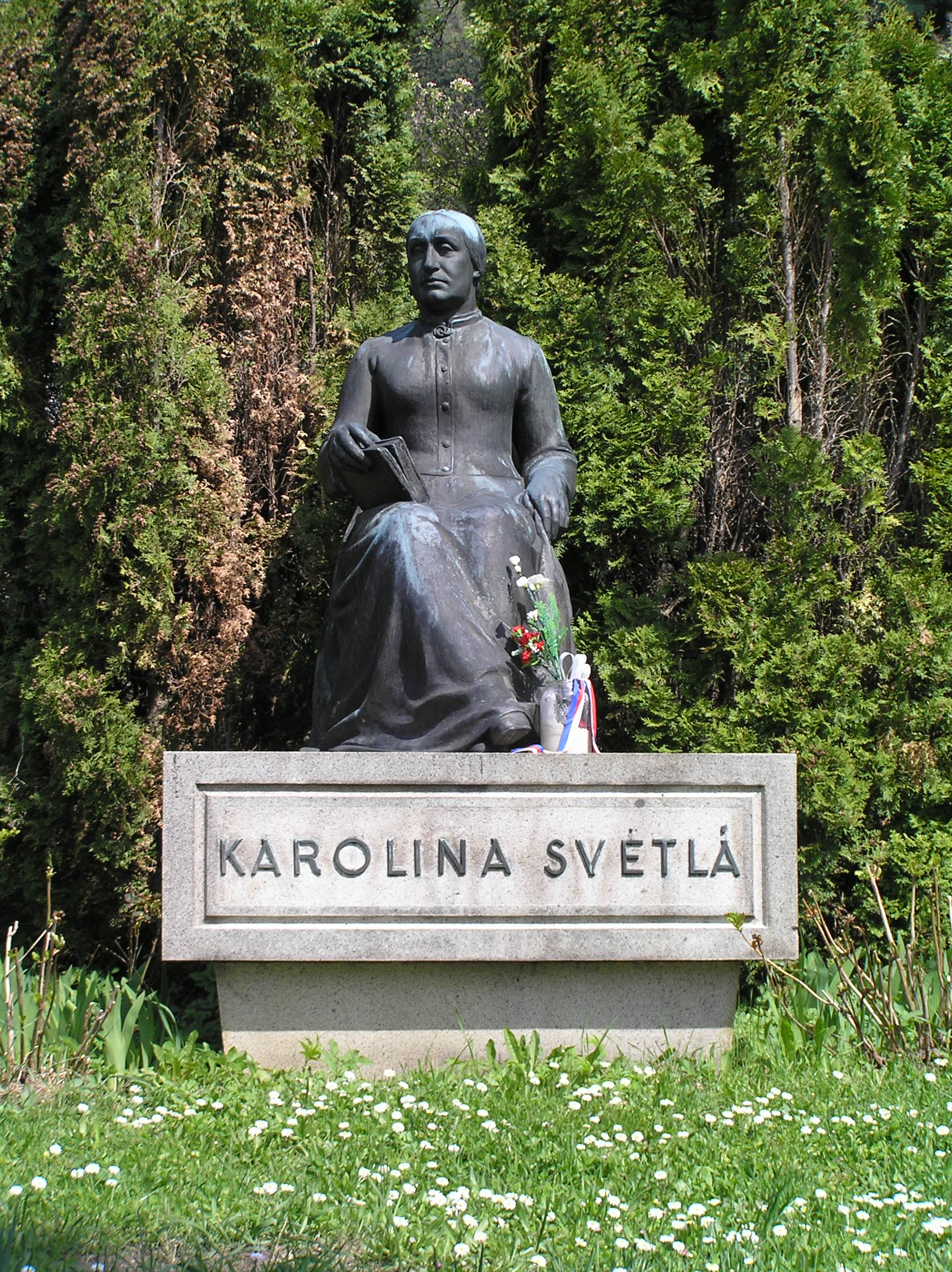
Pomník Karoliny Světlé ve Světlé pod Ještědem (1931)
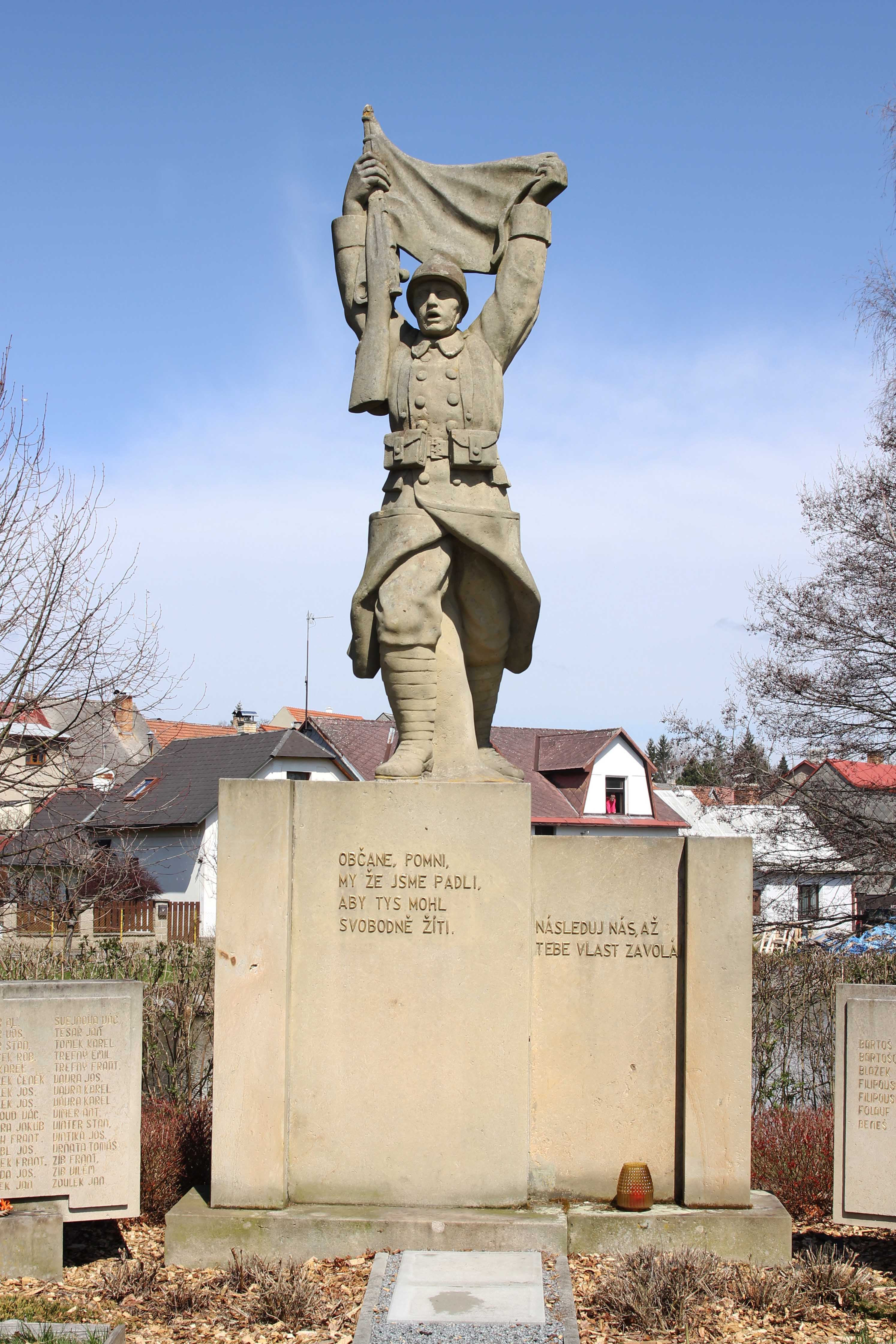
Socha legionáře (1933) v Rožmitále pod Třemšínem
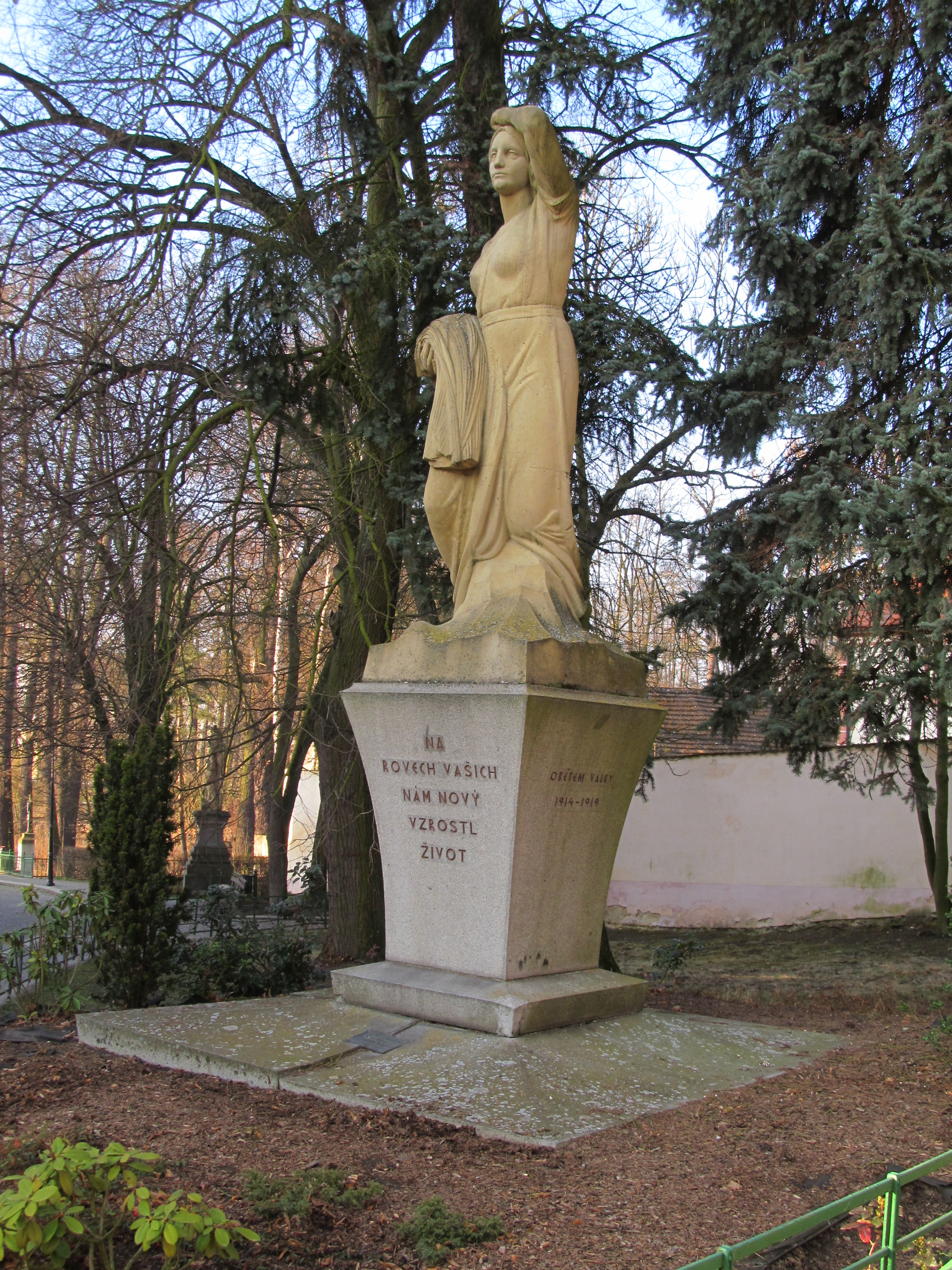
Blatná, pomník padlých